# Gare d'Ourense
La gare d'Ourense, en galicien et selon l'Adif, Orense en espagnol, également appelée Ourense-Empalme, est la principale gare ferroviaire de la ville espagnole d'Ourense, dans la communauté autonome de Galice. La gare est située dans un nœud ferroviaire important où convergent les lignes ferroviaires Monforte-Redondela et Zamora-La Corogne.

## Situation ferroviaire
La gare, établie à 133 mètres d'altitude, fait partie du tracé des lignes ferroviaires suivantes :
- Ligne ferroviaire à écartement ibérique Zamora-La Corogne, point kilométrique 248,909[2].
- Ligne ferroviaire à écartement ibérique Monforte-Redondela, point kilométrique 45,885[2].
- Ligne à grande vitesse à écartement européen Olmedo-Zamora-Galice[3], point kilométrique 462,533.

## Histoire
L'arrivée du chemin de fer à Ourense a lieu le 18 juin 1881 avec l'ouverture de la ligne Vigo-Ourense. L'arrivée d'un train ayant sept wagons inaugure la nouvelle gare après cinq heures de trajet. La Compañía del Ferrocarril de Medina a Zamora y de Orense a Vigo (MZOV), créée en 1880, est chargée des travaux. Le 1er décembre 1884, cette compagnie termine la connexion avec Monforte de Lemos. En 1928, les graves problèmes économiques rencontrés par les entreprises gérant les lignes de chemin de fer de l'ouest de l'Espagne conduisent l'État à les nationaliser et à les regrouper dans la Compañía Nacional de los Ferrocarriles del Oeste. En 1941, la Oeste, comme le reste des compagnies ferroviaires espagnoles, est nationalisée sous le nom de Renfe.
Le bâtiment voyageurs d'Ourense-Empalme est officiellement inauguré le 23 septembre 1952. La connexion avec la Meseta est achevée des années plus tard en raison de la grande complexité des travaux dans la province de Zamora. Pour cette raison, ce n'est que le 1er juillet 1957 avec la mise en service du tronçon Ourense - Puebla de Sanabria que la ligne Zamora-La Corogne est achevée.
En 2017, la gare accueille 961383 passagers, ce qui fait d'Ourense la gare de Galice ayant le plus grand nombre de voyageurs longue distance. À partir du 21 décembre 2021, la gare fait partie de la ligne à grande vitesse Olmedo-Zamora-Galice.

## Service des voyageurs

### Accueil
Le bâtiment voyageurs est composé d'un pavillon central flanqué de deux annexes latérales à deux étages. La partie centrale intègre une grande fenêtre. La gare comporte trois quais, un latéral et deux centraux auxquels accèdent cinq voies. Le complexe ferroviaire est complété par des voies de service. Les changements de quai s'effectuent grâce à un passage souterrain.
La gare dispose d'une billetterie, d'un point d'information, d'une cafétéria, d'une librairie et de toilettes. L'ensemble de l'enceinte est adapté aux personnes handicapées.

### Desserte

#### Grande vitesse
Le 10 décembre 2011, le tronçon à grande vitesse entre Ourense et La Corogne est mis en service. Le service Avant dessert le long de ce tronçon les gares d'Ourense, de Saint-Jacques-de-Compostelle et de La Corogne.
Le 21 décembre 2021, la section à grande vitesse de Pedralba de la Pradería à Ourense est entrée en service.

#### Longue distance
Compte tenu de son emplacement stratégique, la gare d'Ourense bénéficie d'un important trafic longue distance. Les liaisons diurnes se font grâce aux trains Alvia et Intercity qui relient la ville à l'Aragon, la Catalogne, la Castille-et-León, la Navarre, le Pays basque et le reste de la Galice. Beaucoup de ces liaisons sont également possibles grâce aux trains de nuit Trenhotel.
Les trains s'arrêtant en provenance du Pays basque se divisent en deux pour continuer vers La Corogne ou vers Vigo et Pontevedra. Cette division oblige l'un d'entre eux à rester immobile pendant 15 à 20 minutes.

#### Media Distancia
L'intense trafic Media Distancia offert par la gare la relie aux principales villes galiciennes, Ponferrada, León, ou encore Madrid, Valladolid ou Ávila. Certains services de Media Distancia sont considérés comme des alternatives à d'autres services longue distance ou grande vitesse.

### Intermodalité
À l'extérieur se trouvent un parking, une station de taxis et une autre pour les bus.